# 아서 미언
아서 미언(Arthur Meighen, /ˈmiː.ən/ 1874년 6월 16일 ~ 1960년 8월 5일)은 캐나다의 정치인, 총리 (1920~21, 1926)이다.
온타리오주 세인트 메리 근처의 농장에서 태어나, 1896년 토론토 대학교를 졸업하였다. 교사가 되었지만, 1년 만에 그만두었다. 1898년 오스굿홀 로스쿨에서 법학을 공부하였고, 1903년 변호사가 되어 자신의 사무실을 열었다.
정계에 입문한 뒤, 1908년 하원 의원에 선출되었다. 다음 몇년 동안 로버트 보든 총리 아래 여러 가지 일을 시작하였다. 1920년 보든 총리가 사임하자, 그의 후임으로 총리가 되었다. 1920년 총선에서 보수당이 패하자, 물러났다가 1926년 다시 총리가 되었다. 미언 정부의 어떤 사람들이 법을 깬 이유로 3달 만에 총리직을 사임하고 말았다.
1942년 정계를 떠나고 나서, 남은 인생을 사업가로 보냈다. 1960년 8월 5일 토론토에서 사망하였다.

## 역대 선거 결과
| 선거명      | 직책명                               | 대수 | 정당   | 득표율   | 득표수   | 결과 | 당락                             |
| ----------- | ------------------------------------ | ---- | ------ | -------- | -------- | ---- | -------------------------------- |
| 1908년 선거 | 하원의원 (포르티지 라 프레리 선거구) | 11대 | 보수당 | 0%       | 3,144표  | 1위  | 포르티지 라 프레리 하원의원 당선 |
| 1911년 선거 | 하원의원 (포르티지 라 프레리 선거구) | 12대 | 보수당 | 0%       | 3,267표  | 1위  | 포르티지 라 프레리 하원의원 당선 |
| 1913년 선거 | 하원의원 (포르티지 라 프레리 선거구) | 12대 | 보수당 | 단독후보 | 무투표   | 1위  | 포르티지 라 프레리 하원의원 당선 |
| 1917년 선거 | 하원의원 (포르티지 라 프레리 선거구) | 13대 | 보수당 | 0%       | 4,611표  | 1위  | 포르티지 라 프레리 하원의원 당선 |
| 1921년 선거 | 하원의원 (포르티지 라 프레리 선거구) | 14대 | 보수당 | 0%       | 4,137표  | 2위  | 낙선                             |
| 1922년 선거 | 하원의원 (그렌빌 선거구)             | 14대 | 보수당 | 61.38%   | 4,482표  | 1위  | 그렌빌 하원의원 당선             |
| 1925년 선거 | 하원의원 (포르티지 라 프레리 선거구) | 15대 | 보수당 | 0%       | 5,817표  | 1위  | 포르티지 라 프레리 하원의원 당선 |
| 1926년 선거 | 하원의원 (포르티지 라 프레리 선거구) | 16대 | 보수당 | 0%       | 5,966표  | 2위  | 낙선                             |
| 1942년 선거 | 하원의원 (요크 사우스 선거구)        | 19대 | 보수당 | 0%       | 11,952표 | 2위  | 낙선                             |